# NGC 6300
NGC 6300 is een balkspiraalstelsel in het sterrenbeeld Altaar. Het hemelobject werd op 30 juni 1826 ontdekt door de Schotse astronoom James Dunlop.

## Synoniemen
- ESO 101-25
- VV 734
- IRAS 17123-6245
- PGC 60001